# Xylopteryx triphaenata
Xylopteryx triphaenata là một loài bướm đêm trong họ Geometridae.